# Никола Владанов
Никола Владанов (14. век – 15. век) био је сликар из Шибеника.

## Дело
Никола Владанов је вероватно рођен око 1390. а умро око 1466. године.
Забележено је да је Никола Владанов 1409. сликао живописе у Доминиканској цркви и 1432. у цркви Светог Тројства у Шибенику. Од 1419. до 1432. радио је живопис за цркву Светог Гргура, који се данас чува у цркви Свете Барбаре у Шибенику.
Сликао је у стилу млетачког сликарства с краја XIV и почетка XV века.